# KFC Germinal Beerschot
KFC Germinal Beerschot var en belgisk fotbollsklubb från Antwerpen. Klubben bildades efter en sammanslagning av KFC Germinal Ekeren och K Beerschot VAC, men existerade endast 14 år. Klubben bildades 1999 och dog 2013, alltså klubben gick från en nystartad succéklubb till ett enormt misslyckande. Hemmamatcherna spelas på Olympisch Stadion. Klubben gick i graven på grund av ekonomiska problem, precis som flera andra belgiska klubbar.
Bland annat Radja Nainggolan och Toby Alderweireld spelade i klubbens juniorlag.